# キンタロー
キンタロー（1977年5月5日生まれ）は、日本のばんえい競走馬、種牡馬である。農林水産大臣賞典を3度優勝するなど重賞を14勝したほか、ばんえい競馬では初めて生涯獲得賞金が1億円を超え、賞金総額（1億1672万5000円）も2019年現在ばんえい競馬史上1位の記録を保持し続けている。

## 戦歴
デビュー前の能力検査前から関係者の間では注目されていた馬で、3歳でデビューしたが、感冒のため体調を崩したこともあり3歳 - 4歳までは重賞を勝てなかった。同期にはマルトダンサーがおり、ばんえい優駿・ばんえい菊花賞・ばんえい大賞典を制して三冠馬となっている。
素質が開花したのは5歳からで、1981年6月21日に北見競馬場で行われた第4回地方競馬全国協会会長賞（晴、馬場水分0.6%）で1番人気だったマルトダンサーを破って重賞初勝利。当時のばんえい競馬は帯広のほか旭川・岩見沢・北見でも行われており（2007年度から帯広単独開催）、各競馬場ごとに砂の深さや障害の型などに変化がつけられていたため、小寺裕司が2010年に著した記事では「名馬と呼ばれる馬となるにはスピード、力、登坂力、最後に闘争力。その中のひとつでも欠けていては、砂塵の舞う8月の旭川、雪の中の帯広では通用しない」としている。
さらに7歳で農林水産大臣賞典を初制覇。8歳時はハイスピードの2着と敗れたが、9歳・10歳と連覇し、通算3勝を挙げた。このほか岩見沢記念も3勝しているほか旭シルバーカップも2勝するなど102戦32勝（うち重賞14勝）を挙げた。
1986年12月14日に北見競馬場で行われた「蛍の光賞」（2着）が最後の出走となり、「まだまだ走れる」との声もあったが引退となった。ばんえい競馬関係者の間では今も「第2のキンタロー」を生み出すことが目標となっている。
引退後は種雄馬となり、1993年までに70頭の産駒が出ている。

### 主な重賞勝利
- 6歳（1982年）岩見沢記念（岩見沢）[3]
- 7歳（1983年）農林水産大臣賞典（旭川）、旭王冠賞（旭川）[3]
- 8歳（1984年）旭シルバーカップ（旭川）[3]
- 9歳（1985年）農林水産大臣賞典（帯広）、岩見沢記念（岩見沢）、旭シルバーカップ（旭川）[3]
- 10歳（1986年）農林水産大臣賞典（北見）、岩見沢記念[3]

## 血統
| キンタローの血統       | キンタローの血統      | キンタローの血統 | （血統表の出典）      | （血統表の出典）      |
| 父 ペル 二世ロツシーニ | 父の父ペル ロツシーニ | ペル ネグス      | ペル ジヤブロー       | ペル ジヤブロー       |
| 父 ペル 二世ロツシーニ | 父の父ペル ロツシーニ | ペル ネグス      | ペル ガフユ           |                       |
| 父 ペル 二世ロツシーニ | 父の父ペル ロツシーニ | ペル ジロンダ    | ペル バンリー         | ペル バンリー         |
| 父 ペル 二世ロツシーニ | 父の父ペル ロツシーニ | ペル ジロンダ    | ペル パイユ           |                       |
| 父 ペル 二世ロツシーニ | 父の母ペル 明雪       | ペル アンピール  | ペル アルベルテイ     | ペル アルベルテイ     |
| 父 ペル 二世ロツシーニ | 父の母ペル 明雪       | ペル アンピール  | ペル ヴエルゼエ       |                       |
| 父 ペル 二世ロツシーニ | 父の母ペル 明雪       | ペル 初梅        | 不詳                  | 不詳                  |
| 父 ペル 二世ロツシーニ | 父の母ペル 明雪       | ペル 初梅        | 不詳                  |                       |
| 母 ペル 宝玉           | 母の父ペル 威鏡       | ペル系 威烈      | ペル 第二十八イレネー | ペル 第二十八イレネー |
| 母 ペル 宝玉           | 母の父ペル 威鏡       | ペル系 威烈      | ペル系 第七ユール     |                       |
| 母 ペル 宝玉           | 母の父ペル 威鏡       | ペル ウネピ      | 不詳                  | 不詳                  |
| 母 ペル 宝玉           | 母の父ペル 威鏡       | ペル ウネピ      | 不詳                  |                       |
| 母 ペル 宝玉           | 母の母半血 春風       | ペル 博三        | 不詳                  | 不詳                  |
| 母 ペル 宝玉           | 母の母半血 春風       | ペル 博三        | 不詳                  |                       |
| 母 ペル 宝玉           | 母の母半血 春風       | 半血 光性        | 不詳                  | 不詳                  |
| 母 ペル 宝玉           | 母の母半血 春風       | 半血 光性        | 不詳                  |                       |
| 出典                   | 1.                    | 1.               | 1.                    | 1.                    |

- ペルはペルシュロン種を指す。

父は二世ロツシーニ。ばんえい競馬の活躍馬を多数輩出、ばんえい競馬の血統地図も塗り替えた馬である。母方の4代父には、帯広競馬場に建立されているイレネー像のモデルとされる第二十八イレネーがいる。祖父は父方・ロツシーニ、母方・威鏡共にペルシュロンである。